# Tổng giáo phận Tegucigalpa
Tổng giáo phận Tegucigalpa (tiếng Tây Ban Nha: Arquidiócesis de Tegucigalpa; tiếng Latinh: Archidioecesis Tegucigalpensis) là một tổng giáo phận của Giáo hội Công giáo Rôma ở Honduras. Hiện tại tổng giáo phận là tổng giáo phận đô thành duy nhất ở Honduras, quản lí Giáo tỉnh Tegucigalpa, giáo tỉnh duy nhất tại nước này.
Nhà thờ chính tòa của tổng giáo phận là Nhà thờ chính tòa Tổng lãnh thiên thần Micae (Catedral Metropolitana de San Miguel de Arcángel), nằm tại thủ đô Tegucigalpa. Tổng giáo phận cũng có một Tiểu vương cung thành đường: Basílica de Nuestra Señora de Suyapa, cũng nằm tại Tegucigalpa.

## Lịch sử
- Tổng giáo phận đô thành Tegucigalpa được thành lập vào ngày 2/2/1916 trên lãnh thổ tách ra từ Giáo phận Comayagua, trong đó phần còn lại của giáo phận này được chia thành Hạt Đại diện Tông tòa San Pedro Sula và Giáo phận Santa Rosa de Copán.
- Tổng giáo phận bị chia tách nhiều lần: vào ngày 6/3/1949 khi Giáo đoàn Tòng thổ Inmaculada Concepción de la B.V.M. en Olancho (sau trở thành giáo phận Juticalpa) được thành lập, vào ngày 13/3/196 khi Giáo phận Comayagua được tái thành lập, vào ngày 8/9/1964 khi Giáo đoàn Tòng thổ Choluteca được thành lập, vào ngày 19/9/2005 khi Giáo phận Yoro được thành lập, và vào ngày 2/1/2017 khi Giáo phận Danlí được thành lập.[1]

## Thống kê
Đến năm 2014, trên toàn tổng giáo phận có 1.684.000 giáo dân (86,1% trên dân số 1,955,000), chia thành 58 giáo xứ và 3 giáo hội với 156 linh mục (79 linh mục triều, 77 linh mục dòng), 1 phó tế, 417 tu sĩ (97 nam tu sĩ, 320 nữ tu sĩ) và 37 chủng sinh.

## Giáo phận trực thuộc
- Giáo phận Choluteca
- Giáo phận Comayagua
- Giáo phận Danlí
- Giáo phận Juticalpa

## Lãnh đạo
Giám mục Comayagua
1. Alfonso de Talavera, OSH (1531–1540)[3]
2. Cristóbal de Pedraza (1539–1553)[3][4]
3. Jerónimo de Corella, OSH (1556–1575)[3]
4. Alfonso de la Cerda, OP (1578–1587),[3] sau trở thành Giám mục La Plata o Charcas
5. Gaspar de Andrada, OFM (1587–1612)[3]
6. Alfonso del Galdo, OP (1612–1628)
7. Luis de Cañizares, OFM (1628–1645)
8. Juan Merlo de la Fuente (1650–1656)
9. Martín de Espinosa y Monzón (1672–1676)
10. Ildefonso Vargas y Abarca, OSA (1678–1699)
11. Pedro Reyes de los Ríos de Lamadrid, OSB (1699–1700), sau trở thành Giám mục Yucatán (Mérida)
12. Juan Pérez Carpintero, OPraem (1701–1724)
13. Antonio López Portillo de Guadalupe, OFM (1725–1742)
14. Francisco de Molina, OSBas (1743–1749)
15. Diego Rodríguez de Rivas y Velasco (1751–1762), sau trở thành Giám mục Guadalajara, Jalisco, Mexico
16. Isidro Rodríguez Lorenzo, OSBas (1764–1767), sau trở thành Tổng giám mục Santo Domingo
17. Antonio Macarulla Minguilla de Aguilain (1767–1772), sau trở thành Giám mục Durango
18. Francisco José de Palencia (1773–1775)
19. Francisco Antonio Iglesia Cajiga, OSH (1777–1783), sau trở thành Giám mục Michoacán
20. José Antonio de Isabela (1785–1785)
21. Fernando Cardiñanos, OFM (1788–1794)
22. Vicente Navas, OP (1795–1809)
23. Manuel Julián Rodríguez del Barranco (1817–1819)
24. Francisco de Paula Campo y Pérez (1844–1853)
25. Hipólito Casiano Flórez (1854–1857)
26. Juan Félix de Jesús Zepeda (1861–1885)
27. Manuel Francisco Vélez (1887–1901)
28. José María Martínez y Cabañas (1902 – 2/2/1916)

Tổng giám mục Tegucigalpa
1. José María Martínez y Cabañas (2/2/1916 – 11/8/1921)
2. Agustín Hombach, CM (3/2/1923 – 17/10/1933)
  - Đức ông Emilio Morales Roque (Giám quản Tông tòa 1934–1943)
  - Đấng Đáng Kính Angelo María Navarro (1943–1947)
3. José de la Cruz Turcios y Barahona, SDB (8/12/1947 – 18/5/1962)
4. Héctor Enrique Santos Hernández, SBD (18/5/1962 – 8/1/1993 từ nhiệm)
5. Óscar Rodríguez Maradiaga, SDB (8/1/1993 – 26/1/2023); thăng Hồng y năm 2001
6. José Vicente Náchter Tatay, CM (26/1/2023 - )

### Giám mục phó
- Luis de Cañizares, O.M. (1628-1629)
- Antonio del Carmen Monestel y Zamora (1915-1921), không kế thừa chức Giám mục Tegucigalpa; được chỉ định làm Giám mục Alajuela, Costa Rica

### Giám mục phụ tá
- Evelio Domínguez Recinos (1957-1988)
- Robert Camilleri Azzopardi, OFM (26 July 2001 – 21 May 2004),sau trở thành Giám mục Comayagua
- Juan José Pineda Fasquelle, CMF (21 May 2005 – 20 July 2018)[5]
- Darwin Rudy Andino Ramírez, C.R.S. (2006-2011), sau trở thành Giám mục Santa Rosa de Copán
- Teodoro Gómez Rivera (2021–2023), sau trở thành Giám mục Choluteca